# Août 1792

## Événements

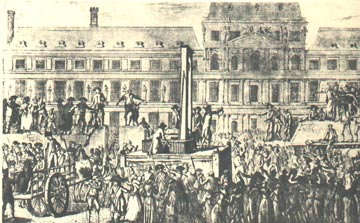
Première exécution par la guillotine sur la place du Carrousel.

- France : une levée d'hommes en Mayenne provoque la rébellion de Jean Cottereau, dit Jean Chouan.
- 3 août : connu à Paris, le Manifeste de Brunswick suscite un intense mouvement de défense nationale. 47 sections de la garde nationale sur 48 demandent la déchéance du roi et proposent un programme de gouvernement (convocation d'une Constituante et renouvellement des administrations locales au suffrage universel). Les sections fixent un délai à l'Assemblée pour adopter leur programme. L'Assemblée ne réussit pas à choisir une politique, ce qui déclenche la journée du 10 août.
- 5 août : François II est couronné roi de Bohême[1].
- 10 août, France : Journée du 10 août 1792
  - prise des Tuileries par la Commune de Paris, appuyée par les sections parisiennes et les Fédérés. Massacre de la garde suisse. Arrestation du roi et renvoi de ses six ministres par l'Assemblée nationale.
  - le soir, l'Assemblée nationale, qui s'octroie tous les pouvoirs, désigne par acclamation un conseil exécutif provisoire, composé de six ministres (Étienne Clavière, Roland, Joseph Servan, Danton, Monge et Lebrun). Elle envoie aux armées 12 députés disposant de pouvoirs étendus (dont la suspension des généraux);
  - le Principe de la création d'une nouvelle assemblée, la Convention nationale, est acquis.

- 11 août, France :
  - instauration, pour la première fois en France, du suffrage universel (10-11 août);
  - Danton devient ministre de la Justice ;
  - Décret supprimant la prime par tête d'esclave, payée par l'Etat aux armateurs négriers, pour tout captif importé vivant aux colonies.
- 11 - 13 août : création d'une Commune insurrectionnelle à Paris (Chambon, Pache, Fleuriot-Lescot, maires) élue au suffrage universel.
- 13 août, France :
  - suspension du roi. La famille royale est enfermée à la Prison du Temple;
  - Gaspard Monge à la Marine (fin le 23 avril 1793).
- 14 août, France : un nouveau serment, qui repose sur les principes de Liberté et d'Egalité, est exigé de tous les prêtres. Il est largement prêté.
- 17 août, France : création d'un tribunal criminel extraordinaire (Réal, accusateur public).
- 18 août :
  - France : dissolution des congrégations religieuses, y compris enseignantes;
  - La Fayette, qui quitte la France, est arrêté par les Autrichiens qui lui reprochent son rôle actif durant le début de la Révolution française ; il restera emprisonné quatre ans.
- 19 août : l’armée prussienne de Brunswick franchit la frontière française. le 22, elle s'empare de Longwy, puis remporte la bataille de Verdun sur l’armée française du 29 août au 2 septembre[2].
- 21 août, France : convention Nationale.
- 22 et 23 août :combat de Scrignac.
- 24 août : 
  - Début du siège de Thionville par les coalisés (fin le 16 octobre)[3].
  - Thomas Paine est proclamé citoyen français[4].
- 26 août, France : décret bannissant les réfractaires.
- 27 août, France : la Commune de Paris procède à la fortification de Paris, forge des armes et autorise les visites domiciliaires. Les décrets contre les prêtres réfractaires sont exécutés (3000 arrestations en quelques jours). La Commune mène une politique de décatholicisation (réquisitions des palais épiscopaux, interdiction des habits religieux hors des églises, interdiction des processions).
- 29 août, France : bataille de Verdun.

## Naissances
- 4 août : Percy Bysshe Shelley, poète romantique britannique († 8 juillet 1822).
- 28 août : Giuseppe Gandolfo, peintre italien († 13 septembre 1855).

## Décès
- 10 août 1792 : Louis Jean-Baptiste Le Clerc (Lorgues, comte de Lassigny, aristocrate français du XVIIIe siècle (° 1758).